# Список супруг Жан-Беделя Бокассы
Авторитарный президент Центральноафриканской Республики (1966—1976) и император Центральноафриканской Империи (1976—1979) Жан-Бедель Бокасса (1921—1996) имел в общей сложности 19 законных жён, включая императрицу Центральноафриканской Империи (так называемую «Жену номер один») Екатерину Дангиаде.
Как пишут исследователи истории Африки, в личной жизни он был «ненасытным». Своих жен и любовниц самых разных рас и национальностей диктатор селил в отдельных резиденциях и мог навещать их несколько раз в день. «Большинство его жен было известно по национальности, в их число входили „Немка“, „Шведка“, „Камерунка“, „Китаянка“, „Габонка“, „Туниска“, „Кот-д’Ивуарка“. Своими завоеваниями он гордился».

## Список
| Имя                                                     | Портрет | Даты жизни                | Дата бракосочетания        | Дети в Браке с Бокассой | Примечания |
| Аннетт ван Хельст фр. Annette Van Helst                 |         | —                         | конец Второй мировой войны | | Бельгийка |
| Маргарита Грин Боянга фр. Marguerite Green Boyanga      |         | ок. 1923 — 4 декабря 1959 | —                          | Жорж Бокасса (род. 24 декабря 1949) | Ангольско-британского происхождения. Погибла во время катастрофы на плотине Мальпассе во Фрежюсе |
| Мартина Нгуен Тхи Хюэ фр. Martine Nguyen Thi Hue        | Фото    | род. 1934                 | между 1950 и 1953          | Мартина Бокасса (род. 2 февраля 1953) | Вьетнамка. Бокасса встретил её в Ханое, а затем они вместе переехали в Сайгон. Имел от неё дочь Мартину, которая прибыла взрослой в Африку к отцу, и оказалась самозванкой. В результате во Вьетнаме позже была найдена вторая, настоящая Мартина. Диктатор торжественно выдал замуж обеих дочерей, родную и самозванку. Муж второй позже принял участие в заговоре против Бокассы и был казнен. |
| Жаклин Нгуен Тхин Тхан фр. Jacqueline Nguyen Thin Than  |         | ныне мертва               | 1957)                      | Вьетнамка. До Бокассы однажды уже состояла в браке. В 1961 году развелась с Бокассой и вскоре вышла замуж за военного, которому родила двоих сыновей. Умерла в Тулоне | |
| Астрид Элизабет ван Эрпе фр. Astrid Elisabeth Van Erpe  |         | род. 28 февраля 1945      | 3 марта 1962               | | Француженка. Дочь Альберта ван Эрпе и Элен Рашель Леви. Семья ван Эрпе жила в Банги с 1949 года, имела отношение к торговле слоновой костью. Свадьба между Бокассой и Астрид состоялась в консульстве Франции в Банги. В 1967 году они развелись, поскольку ван Эрпе не могла иметь детей |
| Екатерина Мартина Дангиаде фр. Catherine Denguiadé      |         | род. 7 августа 1949       | 20 июня 1964               | | Главная жена диктатора. См. статью |
| Кристина Тонги фр. Christine Tongui                     |         | —                         | —                          | | — |
| Мари-Жоэлль Азиза-Эбулиа фр. Marie-Joëlle Aziza-Eboulia |         | 1955 — август 2001        | 18 февраля 1970            | | Родилась, училась и умерла в Габоне |
| Мари-Жанна Нуганга фр. Marie-Jeanne Nouganga            |         | —                         | 1970 или 1971              | | — |
| Элиане Маянга фр. Éliane Mayanga                        |         | —                         | 1971                       | | Дочь Франсуа-Ксавьера Маянга. В 1972 году покинула ЦАР |
| Альда Адриано Гедей фр. Alda Adriano Geday              |         | род. 8 августа 1954       | 4 мая 1974                 | | Дочь ливанского предпринимателя Адриано Гедея и его жены Розины Орстайн. После свадьбы с Бокассой жила в Париже |
| Габриэла Дримба рум. Gabriela Drimba                    | Фото    | —                         | апрель 1975                | | Румынка, агент Секуритате. Вступила в связь с Бокассой по инициативе Чаушеску, намеревавшегося таким образом добиться разрешения на участие Румынии в добыче центральноафриканских алмазов. Бежала из ЦАИ в Париж в ноябре 1977 года с чемоданом драгоценных камней; впоследствии вернулась в Румынию.                                                                                           |
| Шанталь Беллека фр. Chantal Belleka                     |         | —                         | —                          | | Родилась в ЦАР |
| Мари-Шарлотта Мэйти фр. Marie-Charlotte Mathey          |         | —                         | —                          | | — |
| Ута (фамилия неизвестна) фр. Uta                        |         | род. 1959                 | —                          | | Родилась в Бреме (Германия). Познакомилась с Бокассой в 1977 году |
| Рита Карлос Пимента фр. Rita Carlos Pimenta             |         | —                         | —                          | | — |
| Бригитта Эйенга фр. Brigitte Eyenga                     |         | —                         | —                          | | Родилась в Камеруне |
| Огастина Ассемат фр. Augustine Assemat                  |         | —                         | —                          | | Родилась в Кот-д’Ивуаре |
| Зара Викторина фр. Zara Victorine                       |         | —                         | —                          | | — |

## Дети
По некоторым указаниям, имел более 40 детей (в том числе кронпринц Жан-Бедель Бокасса). Также указывается, что имел более сотни детей, из которых признал официально только 30. Ему нравилось ежегодно фотографироваться, окруженным все растущим числом своих детей. «Он разработал хитрую систему их именования. Он назвал 7 дочерей „Марией“ в честь их бабушки — Марии Йокова; он назвал 4 сыновей „Жанами“ — Жан-Бертран, Жан-Легран, Жан-Серж и Жан-Ив — в честь себя; и использовал другие мнемонические способы для других детей».